# Olga Alexandrowna Ladyschenskaja

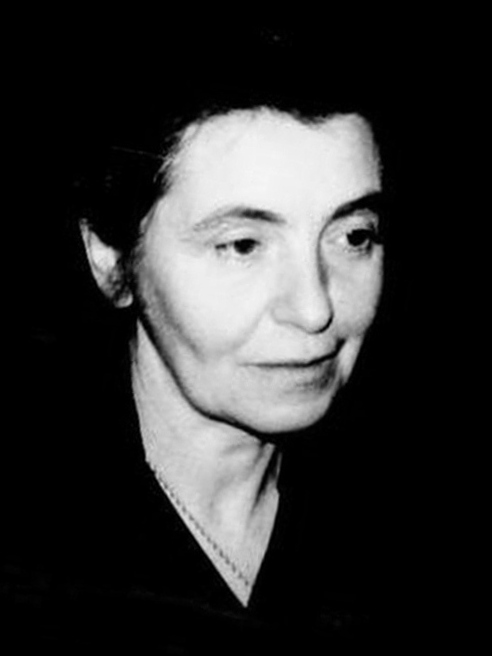
Olga Ladyschenskaja (1976)

Olga Alexandrowna Ladyschenskaja (russisch Ольга Александровна Ладыженская; englische Transkription Olga Alexandrovna Ladyzhenskaya; * 7. März 1922 in Kologriw, Gouvernement Kostroma, RSFSR; † 12. Januar 2004 in Sankt Petersburg) war eine sowjetische/russische Mathematikerin und Physikerin, die besonders für ihre Resultate zu partiellen Differentialgleichungen bekannt ist.

## Leben
Ladyschenskaja stammte aus einer alten adeligen Familie. Ihr Vater Alexander Iwanowitsch Ladyschenski war Mathematiklehrer und wurde 1937 im Rahmen der Stalinschen Säuberungen festgenommen und zum Tode verurteilt. Zwar hatte ihn ein Bauer gewarnt, aber er wollte seine Schüler nicht im Stich lassen. 1939 begann Ladyschenskaja eine Lehrerinnenausbildung in Leningrad und unterrichtete 1941 bis 1943 an der Schule ihres Vaters in Kologriw. Nachdem sie an der Staatlichen Universität Leningrad als Tochter eines Klassenfeindes trotz bestandener Aufnahmeprüfung nicht zugelassen worden war, studierte sie von 1943 bis 1947 Mathematik an der Lomonossow-Universität, unter anderem bei Iwan Georgijewitsch Petrowski, Israel Gelfand und Andrei Nikolajewitsch Tichonow. 1949 promovierte sie in Leningrad bei Sergei Lwowitsch Sobolew und habilitierte sich 1953 in Moskau (russischer Doktortitel). Ihre Habilitation, die sie schon 1951 fertiggestellt hatte, konnte sie aus politischen Gründen erst nach Stalins Tod verteidigen.
Sie war ab 1949 Dozentin an der Universität Leningrad, wurde 1954 Mathematikprofessorin am Physikalischen Institut der Universität Leningrad, seit 1956 mit einer vollen Professur. Ab 1961 war sie Direktorin des Labors für mathematische Physik am Steklow-Institut in Leningrad, wo sie seit 1954 leitende Wissenschaftlerin war. 2000 ging sie in den Ruhestand. 1990 bis 1998 war sie Präsidentin der St. Petersburger Mathematischen Gesellschaft.
Olga Ladyschenskaja erhielt 2002 die Lomonossow-Goldmedaille. 1994 hielt sie die Noether Lecture (und ICM Emmy Noether Lecture). 2002 wurde sie Ehrendoktorin der Universität Bonn. Sie war seit 1981 Mitglied der Russischen Akademie der Wissenschaften und seit 1985 Mitglied der Leopoldina. 1983 sprach sie auf dem  Internationalen Mathematikerkongress in Warschau über das Thema „On finding symmetrical solutions of field theories variational problems“, 1962 in Stockholm über „Quasi-linear equations of parabolic and elliptic types“ und 1966 in Moskau „Über einige nichtlineare Aufgaben der Theorie kontinuierlicher Medien“.
Zu ihren Doktoranden zählen Ludwig Dmitrijewitsch Faddejew und Nina Nikolajewna Uralzewa.
1947 heiratete sie den Mathematiker und Mathematikhistoriker Andrei Alexejewitsch Kisseljow (Kiselev, 1916–1994), der ebenfalls Professor an der Universität Leningrad war.
2001 wurde sie in die American Academy of Arts and Sciences gewählt.
1958 stand sie in der engeren Auswahl für die Fields-Medaille. Es sollte aber noch bis 2014 dauern, bis die erste Frau diesen Preis erhielt.

## Werk
Ladyschenskaja veröffentlichte über 250 Artikel, die das gesamte Feld der partiellen Differentialgleichungen abdecken. Für die inkompressiblen Navier-Stokes-Gleichungen bewies sie grundlegende Existenzresultate. So bewies sie sowohl für die inkompressible Navier-Stokes als auch für die Euler-Gleichung 1969 die Existenz regulärer Lösungen (sowohl im zweidimensionalen euklidischen Raum als auch für den flachen Torus). Der dreidimensionale Fall ist offen und eines der Millennium-Probleme. In ihren Büchern mit Uralzewa baute sie die von Ennio De Giorgi und John Nash gefundenen Regularitätsresultate im Umkreis von Hilberts 19. Problem für elliptische und parabolische partielle Differentialgleichungen aus.
Im Bereich der numerischen Mathematik bewies sie unter anderem die Konvergenz einer Finite-Differenzen-Methode für die Navier-Stokes-Gleichungen. Die LBB-Bedingung in der Theorie der Finite-Elemente-Methode für Sattelpunktprobleme, die sie 1969 nachwies, ist nach ihr, Franco Brezzi und Ivo Babuška benannt.

## Auszeichnungen/Ehrungen
- 1966: der nach dem russischen Mathematiker P. L. Tschebyscheff benannte Preis (gemeinsam mit Nina Nikolajewna Uralzewa) für „Lineare und quasilineare Gleichungen vom elliptischen Typ“.
- 1969: Staatspreis der UdSSR
- 1992: der nach S. V. Kovalevskaya-Preis für die Werkreihe „Attraktoren für Halbgruppen und Evolutionsgleichungen“.
- 1994: ICM-Emmy-Noether-Vorlesung (AWM-AMS Noether Lecture)[7][8]
- 1998: John-von-Neumann-Vorlesung
- 1999: Orden der Freundschaft
- 2002: Lomonossow-Goldmedaille für herausragende Leistungen in der Theorie der partiellen Differentialgleichungen und der mathematischen Physik.

Im Jahr 2022 wurde der nach Olga Ladyschenskaja benannte OAL-Preis in Mathematischer Physik gestiftet. Er soll Frauen für ihre besonderen Leistungen auf dem genannten Gebiet ehren.

## Schriften
- Mit N. N. Uralzewa: Linear and Quasilinear Equations of Elliptic Type. Übers. L. Ehrenpreis, Academic Press, New York/London 1968, ISBN 0-12-432850-4
- Mit W. A. Solonnikow, N. N. Uralzewa: Linear and Quasi-linear Equations of Parabolic Type. Übers. S. Smith, American Mathematical Society, Providence, Rhode Island, 1968, ISBN 0-8218-1573-3
- The Boundary Value Problems of Mathematical Physics. Übers. Jack Lohwater. Springer-Verlag, New York, 1985, ISBN 3-540-90989-3